# Kritikerpriset (Danmark)
Kritikerpriset (danska: Kritikerprisen) är ett danskt litteraturpris som utdelas årligen till ett verk som förtjänar större uppmärksamhet. Priset instiftades 1957 av den danska förläggarföreningen (dåvarande Den Danske Forlæggerforening, numera Forlæggerforeningen). Utdelandet av priset övertogs 1971 av Litteraturkritikernes Lav, en kritikerorganisation. De första pristagarna var Karen Blixen och Per Lange (1957). Prissumman är för närvarande på 30 000 danska kronor.

## Pristagare
- 1957 – Karen Blixen och Per Lange
- 1958 – Poul Ørum: Lyksalighedens Ø (roman) och Frank Jæger: Velkommen, vinter
- 1959 – Villy Sørensen: Digtere og dæmoner – fortolkninger og vurderinger (essäer) och Willy-August Linnemann: Døden må have en årsag (roman)
- 1960 – Ole Sarvig
- 1961 – Cecil Bødker
- 1962 – Albert Dam
- 1963 – Leif Panduro: Fern fra Danmark (roman)
- 1964 – Erik Aalbæk Jensen: Perleporten (roman)
- 1965 – Klaus Rifbjerg: Amagerdigte
- 1966 – Benny Andersen
- 1967 – Jørgen Gustava Brandt
- 1968 – Anders Bodelsen
- 1969 – Inger Christensen: Det (dikter)
- 1970 – Peter Seeberg: Hyrder (roman)
- 1971 – Elsa Gress: Fuglefri og fremmed
- 1972 – Christian Kampmann
- 1973 – Aage Dons: Nødstedt i natten (roman)
- 1974 – Allan Bock
- 1975 – Thorkild Bjørnvig
- 1976 – Svend Åge Madsen: Tugt og utugt i mellemtiden (roman)
- 1977 – Tage Skou-Hansen: Den hårde frugt (roman)
- 1978 – Vagn Lundbye: Tilbage til Anholt (roman)
- 1979 – Erik Stinus: Jorden under himlen (diktsamling)
- 1980 – William Heinesen: Her skal danses (roman)
- 1981 – Henrik Stangerup: Vejen til Lagoa Santa (roman)
- 1982 – Kirsten Thorup: Himmel og helvede (roman)
- 1983 – Dorrit Willumsen: Maria (roman)
- 1984 – Henrik Nordbrandt: 84 digte (diktsamling)
- 1985 – Hanne Marie Svendsen: Guldkuglen (roman)
- 1986 – Bo Green Jensen: Porten til jorden (diktsamling)
- 1987 – Vita Andersen: Hva'for en hånd (roman)
- 1988 – Mette Winge: Skriverjomfruen (roman)
- 1989 – Jens Smærup Sørensen: Katastrofe (roman)
- 1990 – Gynther Hansen: Danskerne (roman)
- 1991 – Ib Michael: Vanillepigen (roman)
- 1992 – Peer Hultberg: Byen og verden (roman)
- 1993 – Peter Høeg: De måske egnede (roman)
- 1994 – Christian Skov: Høstnætter (roman)
- 1995 – Per Højholt: Praksis, 11: Lynskud (diktsamling) och Stenvaskeriet (essäsamling)
- 1996 – Jytte Borberg: Verdens ende (roman)
- 1997 – Knud Sørensen: En tid (roman)
- 1998 – Bent Vinn Nielsen: En skidt knægt (roman)
- 1999 – Vibeke Grønfeldt: Det rigtige (roman)
- 2000 – Henning Mortensen: Raketter (roman)
- 2001 – Sven Holm: Kanten af himlen (novellsamling)
- 2002 – Camilla Christense: Jorden under Høje Gladsaxe (roman)
- 2003 – Peter Laugesen: Forstad til alt (lyrik)
- 2004 – Katrine Marie Guldager: København (novellsamling)
- 2005 – Helle Helle: Rødby-Puttgarden (roman)
- 2006 – Naja Marie Aidt: Bavian (novellsamling)
- 2007 – Hans Otto Jørgensen: Med plads til hundrede køer (roman)
- 2008 – Klaus Høeck: Palimpsest (lyrik)
- 2009 – Eske K. Mathiesen: Bonjour monsieur Satie (diktsamling)
- 2010 – Christina Hesselholdt: Camilla – og resten af selskabet (berättelse)
- 2011 – Lars Frost: Skønvirke (prosa)
- 2012 – Pia Juul: Af sted, til stede (novellsamling)
- 2013 – Niels Frank: Nellies bog (roman)
- 2014 – Harald Voetmann: Alt under månen (roman)
- 2015 – Ursula Andkjær Olsen: Udgående fartøj (diktsamling)
- 2016 – Rasmus Nikolajsen: Tilbage til unaturen (diktsamling)
- 2017 – Ida Jessen: Doktor Bagges anagrammer (roman)
- 2018 – C.Y. Frostholm: Træmuseet
- 2019 – Pablo Llambías: Zombirådhus (roman)
- 2020 – Asta Olivia Nordenhof: Scandinavian Star. Del 1 - Penge på lommen (roman)
- 2021 – Marianne Larsen: den morgen jeg tilfældigvis ikke var et insekt i september (diktsamling)
- 2022 – Cecilie Lind: Pigedyr (roman)
- 2023 – Solvej Balle: Om udregning af rumfang V (roman)